# Bernardo Atxaga
Joseba Irazu Garmendia  poznatiji pod pseudonimom Bernardo Atxaga (rođen 27. srpnja 1951.) je baskijski pisac i prevoditelj.

## Životopis
Atxaga rođen u Asteasuu, Gipuskoa, Baskija,  godine 1951. Diplomirao je   ekonomiju na Sveučilištu u Bilbao, a studirao je filozofiju na Sveučilištu u Barceloni. Radio je kao ekonomist, knjižar, profesor baskijskog jezika, izdavač i radio scenarist do 1980. godine, kada se u potpunosti posvetio pisanju.
Njegov prvi tekst je objavljen 1972. godine u antologiji baskijkih autora. Njegova prva kratka priča,  Ziutateaz ("O gradu"), objavljen je 1976. Njegova prva zbirka poezije, Etiopija ("Etiopija"), pojavila se godine 1978. Pisao je drame, tekstove pjesama, romane i kratke priče. Njegova knjiga kratkih priča, Obabakoak ("pojedinci i stvari Obabe"), objavljena je 1988. godine, stekao mnogo slave i nekoliko nagrada, poput Španjolske Nacionalne nagradu za književnost. Do sada, knjiga je prevedena na više od 20 jezika.
Atxaga obično piše na baskijkom jeziku, ali prevodi svoja djela također na engleski i španjolski jezik. Po uzoru na Obabakoak, nekoliko njegovih drugih djela su prevedena na druge jezike.

## Romani
- Obabakoak (1988)
- Behi euskaldun baten memoriak ("Memoari baskijske krave", Pamiela, 1991.)
- Gizona bere bakardadean (Pamiela, 1993.)
- Zeru horiek (1996.)
- Soinujolearen semea (harmonikašev sin, 2003.)
- Zazpi etxe Frantzian (Sedam kuća u Francuskoj, 2009.)
- Borrokaria (Borac, 2012.);

## Kratke priče
- Bi anai ("Dva brata", Erein, 1985.)
- Bi letter jaso nituen oso denbora gutxian ("Dva pisma", Erein, 1985.)
- Henry Bengoa inventarium, Sugeak txoriari begiratzen dionean, Zeru horiek ("Henry bengoa inventar. Kad zmija gleda ptice, usamljena žena", Erein, 1995.)
- Sara izeneko gizona ("Čovjek zvani Sara", Pamiela, 1996.)

## Poezija
- Etiopia ("Etiopija", Pott, 1978),
- Nueva Etiopia ("Nova Etiopija", Detursa, 1997.)

## Knjige za djecu
- Chuck Aranberri dentista baten etxean ("Chuck Aranberri kod zubara", Erein, 1985.)
- Nikolasaren abenturak, Ramuntxo detektibe ("Pustolovine Nicholasa, Ramuntxo Detective", Elkar 1979.)
- Siberiako ipuin eta kantak (" Priče i pjesme Sibira", Erein)
- Jimmy Potxolo, Antonino apreta, Asto bat hipodromoan, Txitoen istorio, Flannery eta bere astakiloak (Elkar)
- Xolak badu lehoien berri (Erein, 1995.),
- Xola eta basurdeak ("Xola i divlji veprovi", Erein 1996.) – osvojio nagradu za dječju književnost 1997.)
- Mundua eta Markoni ("Zatvor i Markoni", BBK fundazioa, 1995.)

## Druga djela
- Ziutateaz (1976.)
- Lekuak (2005.)

## Vanjske poveznice
- https://enciklopedija.hr/clanak/4535
- http://www.atxaga.org/en/